# Brazylia na Letnich Igrzyskach Olimpijskich 1980
Brazylię na Letnich Igrzyskach Olimpijskich 1980 reprezentowało 106 zawodników, 91 mężczyzn i 15 kobiet.

## Zdobyte medale
| Medal | Zawodnik                                                   | Dyscyplina    | Konkurencja                        |
| ----- | ---------------------------------------------------------- | ------------- | ---------------------------------- |
| Złoto | Eduardo Penido Marcos Soares                               | Żeglarstwo    | klasa Star                         |
| Złoto | Alexander Welter Lars Sigurd Bjorkstrom                    | Żeglarstwo    | klasa Tornado                      |
| Brąz  | Jorge Luiz Leite Marcus Mattioli Cyro Delgado Djan Madruga | Pływanie      | sztafeta 4 x 200 m stylem dowolnym |
| Brąz  | João Carlos de Oliveira                                    | Lekkoatletyka | trójskok                           |